# Bivalvia
I bivalvi (Bivalvia Linnaeus, 1758), detti anche lamellibranchi o  pelecipodi, sono una classe del phylum dei Mollusca, e comprende 13 000 specie generalmente marine ma ne esistono anche di acqua dolce come la specie Anodonta anatina: tra i più noti ci sono le vongole e i mitili.

## Descrizione

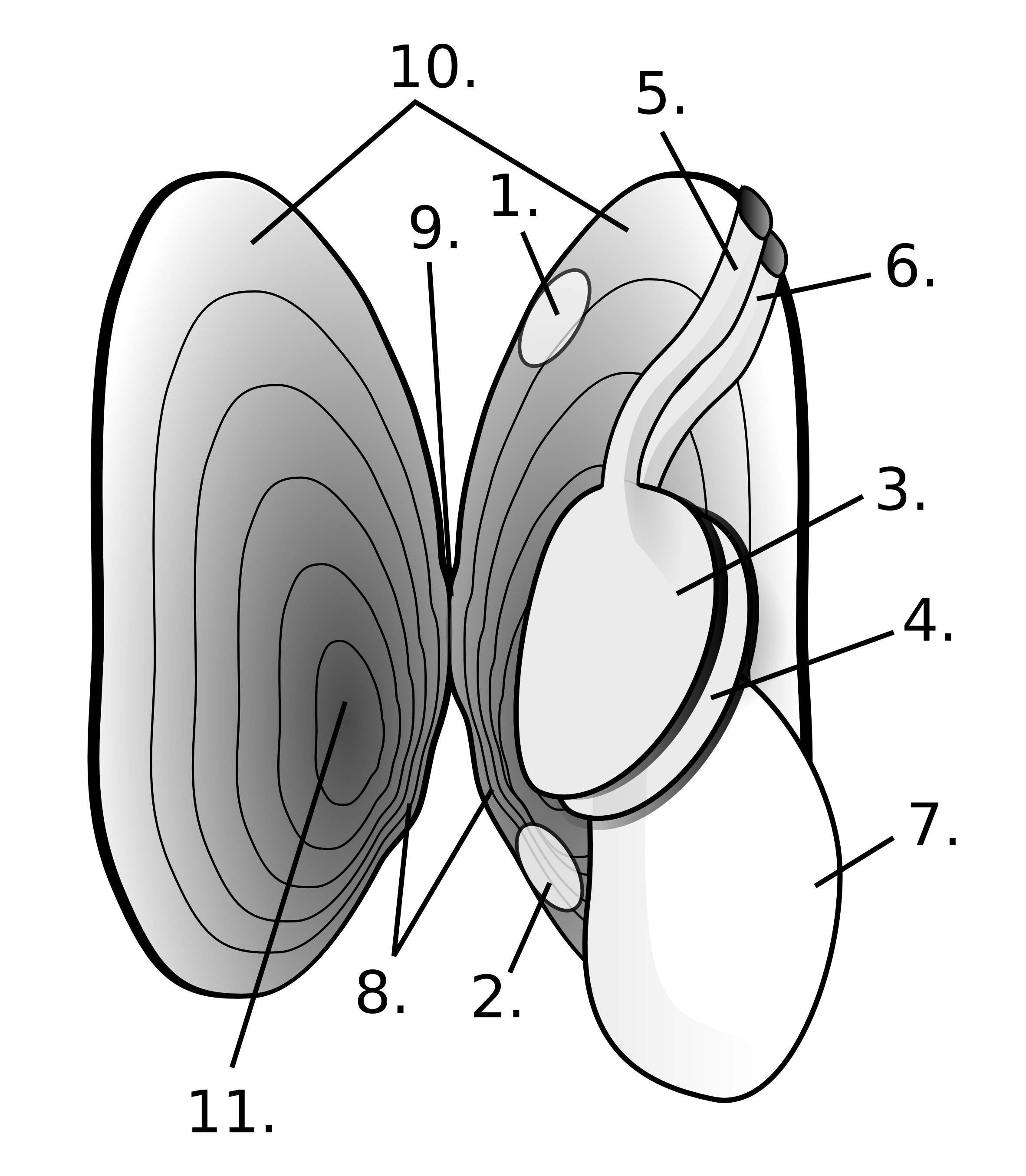
Anatomia tipica di un bivalve (Margaritifera margaritifera). 1,2=adduttori, 3,4=branchie, 5-6=sifoni, 7=piede, 8=denti, 9=cerniera, 10=mantello, 11=umbone

Presentano un guscio (conchiglia) di calcite o aragonite (due forme di carbonato di calcio), composto da due apparati distinti detti valve, generalmente simmetriche, unite da una cerniera mobile. Ciascuna valva ha un punto più elevato, detto umbone.
Le valve si chiudono per azione di uno o due muscoli adduttori, formati da fasci muscolari lisci e striati in grado di chiudere le valve velocemente e permettere a queste di rimanere serrate per lungo tempo senza grande dispendio energetico. Insieme alla cerniera è presente un legamento interno che, contrariamente agli adduttori, tende ad aprire le valve.
Gli adulti hanno mobilità molto limitata e presentano adattamenti alla vita sedentaria bentonica: infatti hanno un piede non adatto alla locomozione che nelle specie che vivono semisepolte nel sedimento viene usato per scavare. La morfologia del piede, la muscolatura e la pressione dell'emolinfa coadiuvano l'inserimento dell'animale nella sabbia.
Alcuni bivalvi sono in grado di muoversi: per esempio i pettini (Pecten jacobaeus) aprendo e chiudendo le due valve della conchiglia producono flussi d'acqua che li fanno muovere a balzi.
Sono animali filtratori, in cui il capo non è differenziato ed il sistema nervoso è notevolmente semplificato. Manca un vero e proprio cervello, ma sono presenti diversi gangli.
I bivalvi posseggono chemiorecettori e meccanorecettori. Alcuni bivalvi, in particolare quelli di acque profonde, sono interamente privi di occhi; altri hanno occhi molto semplificati, in grado di percepire solo le variazioni di luce; altri infine hanno piccoli occhi anche molto complessi, ma la mancanza di un'adeguata struttura cerebrale rende improbabile che possano elaborare vere immagini.
La cavità del mantello corrisponde allo spazio tra le due parti dell'animale aderenti alle valve. Essa è attraversata da un flusso d'acqua che permette la respirazione e la nutrizione. Infatti le particelle alimentari sono trattenute da particolari branchie a forma di pettine, dette ctenidi, presenti in molti gruppi di molluschi. Nei bivalvi gli ctenidi sono sempre due; l'acqua viene incanalata ad essi tramite due sifoni, uno d'ingresso e l'altro d'uscita, che in alcuni casi (come per i Thraciidae) possono essere fusi alla base.
La maggior parte dei bivalvi è a sessi separati.

## Tassonomia
- Sottoclasse Protobranchia
  - ordine Nuculida
  - ordine Nuculoida
  - ordine Solemyoida
- Sottoclasse Pteriomorphia
  - ordine Arcida (tra cui l'arca di Noè o mussolo)
  - ordine Limoida (tra cui sorbolo di mare)
  - ordine Mytiloida (mitili o cozze o muscoli)
  - ordine Ostreoida (ostriche)
  - ordine Pectinoida (cappasante e canestrelli)
  - ordine Pterioida
- Sottoclasse Palaeoheterodonta
  - ordine Trigoinoida
  - ordine Unionoida (cozze d'acqua dolce e vongole d'acqua dolce)
- Sottoclasse Heterodonta
  - ordine Veneroida (vongole, telline, cannolicchi, fasolari, cardi/cappe tonde, tartufi di mare, tridacne)
  - ordine Carditoida
  - ordine Lucinoida
  - ordine Myoida (tra cui le teredini e la panopea)
  - ordine Chamida
- Sottoclasse Anomalosdesmata
  - ordine Pholadomyoida

### Differenze con altri gruppi tassonomici muniti di conchiglia
Molti molluschi hanno conchiglie composte di un unico pezzo: in modo evidente, per esempio, i Gasteropodi (tra cui le comuni chiocciole), gli Scafopodi, i Monoplacofori; in modo meno evidente i Cefalopodi, nei quali la conchiglia può essere molto ridotta o anche assente. Più complesso il caso dei chitoni, nei quali la conchiglia è composta da un certo numero di piastre.
Tra i molluschi, però, solo nei bivalvi e nel gruppo estinto dei Rostroconchi la conchiglia è formata da due valve distinte e incernierate tra loro. I Rostroconchi, che un tempo furono considerati parte dei bivalvi, vengono oggi considerati una classe parallela, antenati forse degli Scafopodi.
Al di fuori dei Molluschi, esiste un altro gruppo di animali che possiede conchiglie formate di due valve incernierate. Sono i Brachiopodi, che formano addirittura un tipo (phylum) a sé stante. Le differenze tra i brachiopodi (oggi poco comuni) e i bivalvi sono numerose.. Nei brachiopodi invece il piano di simmetria è perpendicolare al piano di unione delle valve, si riconoscono infatti due valve diverse : quella più grande detta ventrale, e quella più piccola della dorsale. Inoltre, le conchiglie dei brachiopodi contengono anche fosfato di calcio (oltre al carbonato di calcio che è comune ai due gruppi). Altre differenze riguardano la morfologia interna.

## Importanza economica
L'importanza economica dei bivalvi è notevole nel campo dell'alimentazione umana, a cominciare da tempi antichi.
I romani amavano in particolare le ostriche, che venivano anche allevate, e che sono citate persino in poesia, da Giovenale e Marziale.
Oltre all'uso alimentare, alcuni bivalvi hanno (o hanno avuto) importanza economica per altri tipi di prodotti:
- il bisso, usato come fibra tessile e prodotto dal bivalve Pinna nobilis
- le perle, prodotte tipicamente dalle ostriche ma anche da altre specie di bivalvi (nonché di gasteropodi) dotati di madreperla
- varie conchiglie di bell'aspetto per usi ornamentali o di culto[6]

### Alcune specie commerciali
- Canestrello
- Cannolicchio
- Cappasanta o capasanta
- Mitilo o cozza
- Fasolaro
- Ostrica
- Tellina
- Vongola